# Kamifukuoka
Kamifukuoka (上福岡市, Kamifukuoka-shi) était une ville de la préfecture de Saitama au Japon, fusionnée avec le bourg d'Ōi le 1er octobre 2005 pour devenir Fujimino.
La ville a été fondée le 10 avril 1972. En 2003, la ville avait une population estimée de 54 486 habitants et une densité de population d'environ 8 000 habitants par km² pour une surface totale de 6,81 km2.

## Personnalités liées à Kamifukuoka
- Mari Hoshino, actrice née le 27 juillet 1981